# Панама на летних Олимпийских играх 2012
Панама на летних Олимпийских играх 2012 была представлена в пяти видах спорта.

## Результаты соревнований

### Дзюдо
Мужчины
| Соревнование | Спортсмен     | Предварительный раунд | 1/32               | 1/16               | Четвертьфиналы     | Полуфиналы         | Финал              | Первый утешительный раунд | Утешительный четвертьфинал | Утешительный полуфинал | За 3 место Финал   |
| Соревнование | Спортсмен     | Соперник Результат    | Соперник Результат | Соперник Результат | Соперник Результат | Соперник Результат | Соперник Результат | Соперник Результат        | Соперник Результат         | Соперник Результат     | Соперник Результат |
| ------------ | ------------- | --------------------- | ------------------ | ------------------ | ------------------ | ------------------ | ------------------ | ------------------------- | -------------------------- | ---------------------- | ------------------ |
| до 81 кг     | Омар Симмондс |                       |                    |                    |                    |                    |                    |                           |                            |                        |                    |

### Лёгкая атлетика
Мужчины
| Дисциплина     | Спортсмен | Предварительный раунд | Предварительный раунд | Четвертьфиналы | Четвертьфиналы | Полуфиналы | Полуфиналы | Финал     | Финал |
| Дисциплина     | Спортсмен | Результат             | Место                 | Результат      | Место          | Результат  | Место      | Результат | Место |
| -------------- | --------- | --------------------- | --------------------- | -------------- | -------------- | ---------- | ---------- | --------- | ----- |
| 200 м          |           |                       |                       |                |                |            |            |           |       |
| прыжки в длину |           |                       |                       |                |                |            |            |           |       |

### Тхэквондо
Женщины
| Соревнование | Спортсменка       | Турнир       | 1/8 финала         | Четвертьфинал      | Полуфинал          | Финал              |
| Соревнование | Спортсменка       | Турнир       | Соперник Результат | Соперник Результат | Соперник Результат | Соперник Результат |
| ------------ | ----------------- | ------------ | ------------------ | ------------------ | ------------------ | ------------------ |
| до 49 кг     | Каролена Карстенс | За 1-е место |                    |                    |                    |                    |
| до 49 кг     | Каролена Карстенс | За 3-е место |                    |                    |                    |                    |